# Cremon

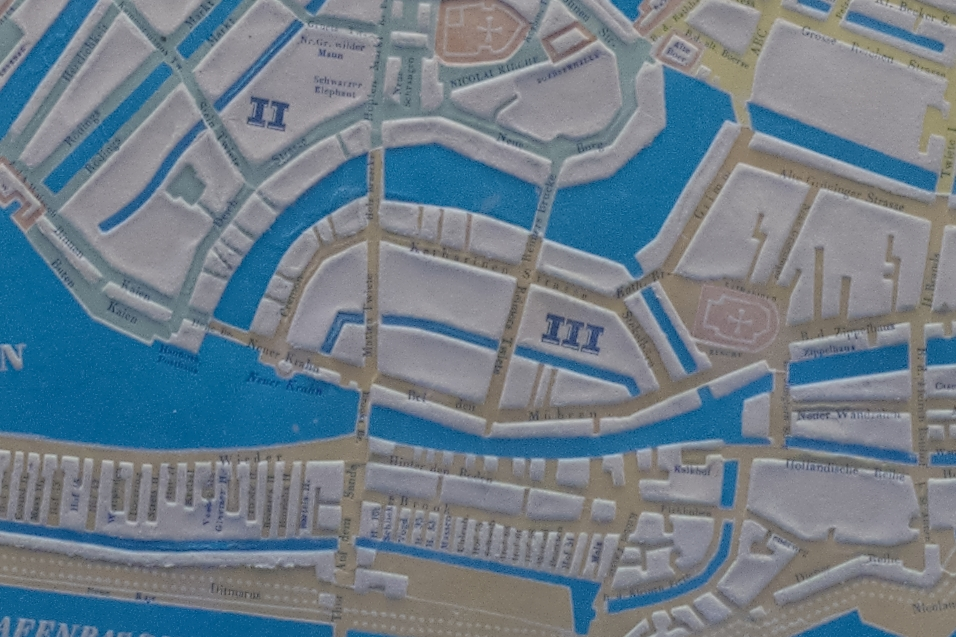
Cremon-Insel auf einem Stadtplan von 1841, ausgestellt im Museum für Hamburgische Geschichte

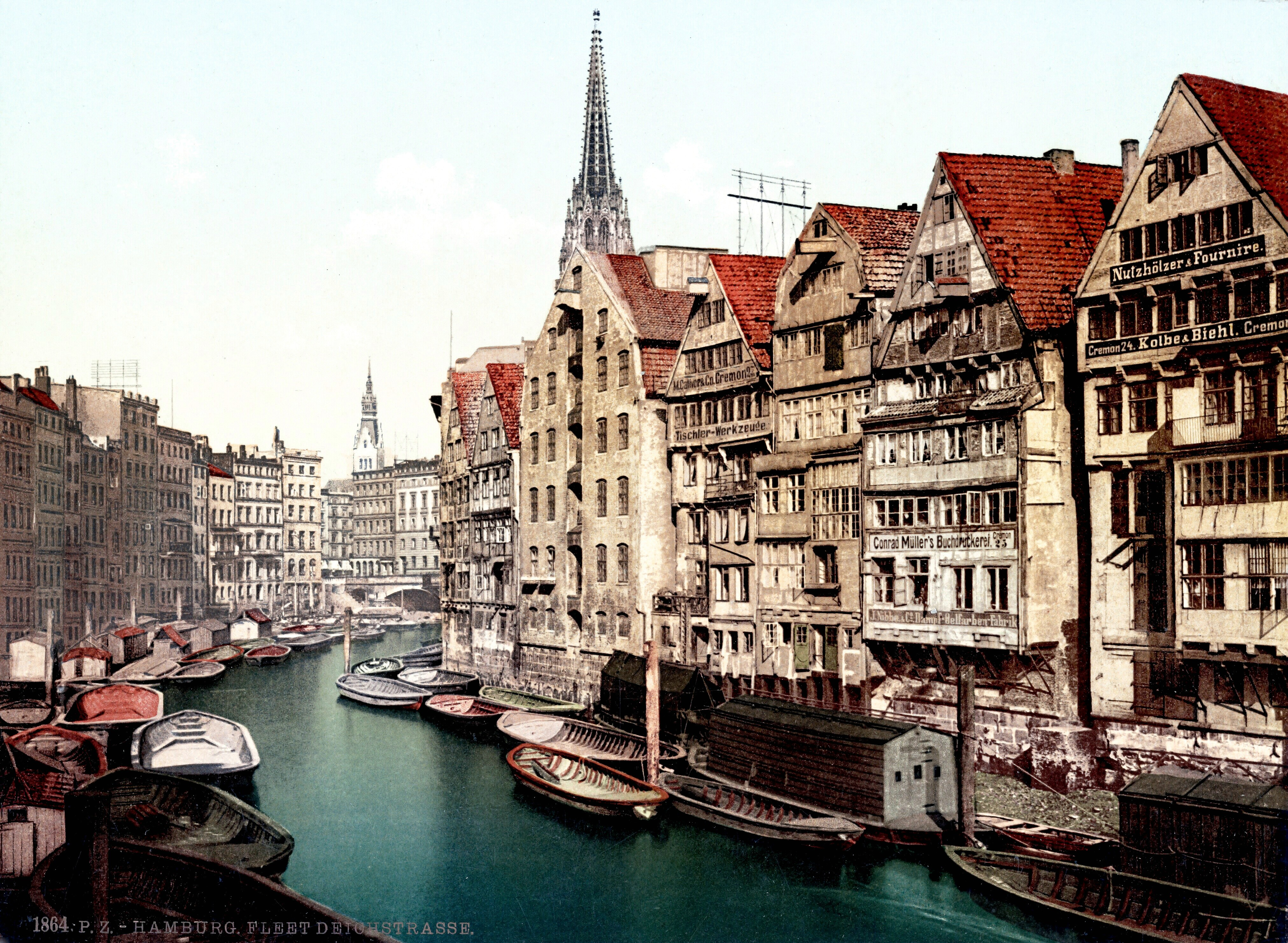
Cremon zum Nicolaifleet, um 1890

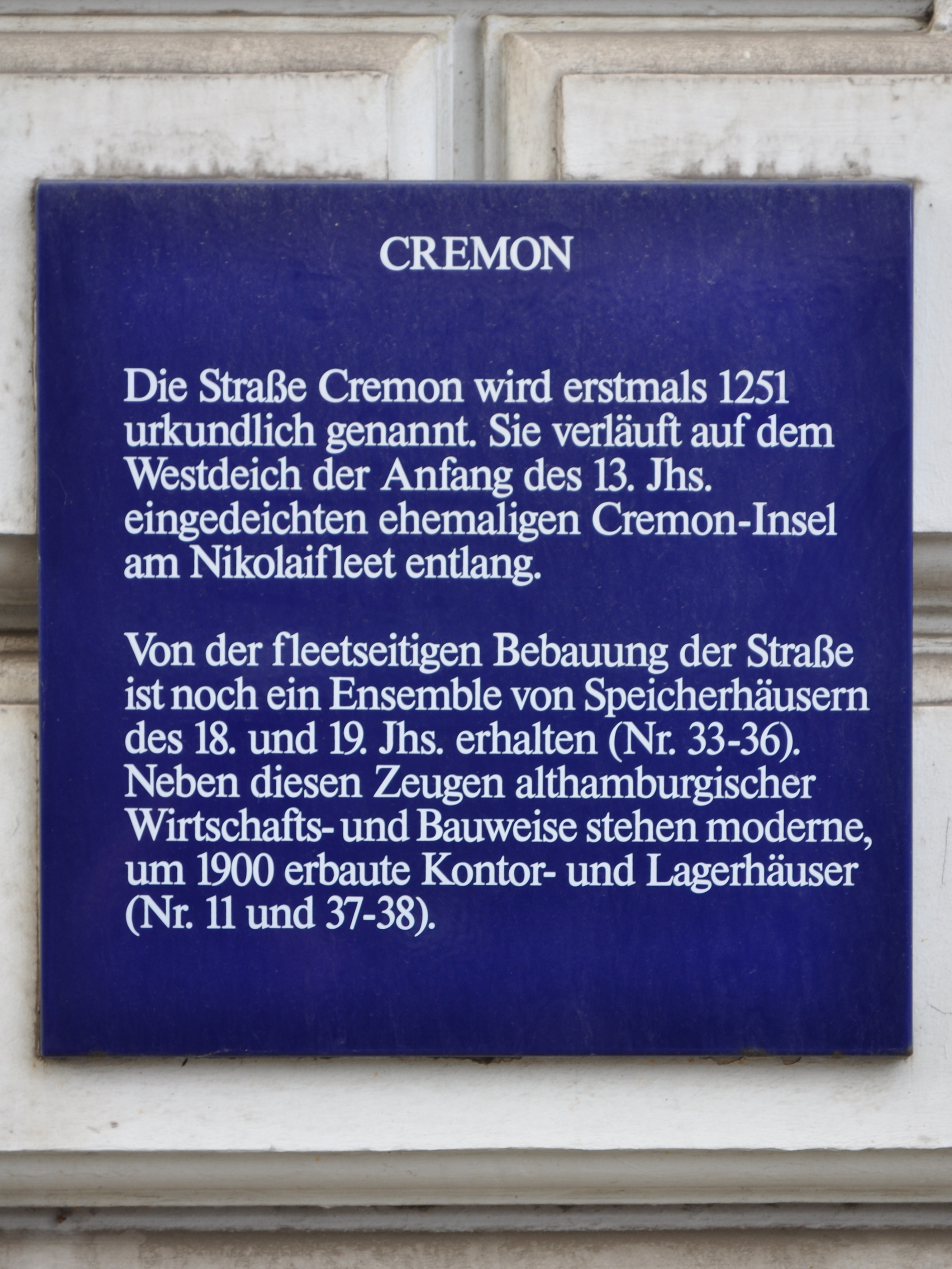
Infotafel Cremon

Cremon ist der Name einer Straße in der Hamburger Altstadt und bezeichnete ursprünglich eine Marschinsel im Mündungsgebiet der Alster in die Elbe. Die Herkunft des Namens ist unklar, möglicherweise geht sie auf einen ehemaligen Bewohner zurück. Einer anderen Deutung nach lässt sich der Name „von einem krummen Monde, wegen der Aehnlichkeit der Straße mit dem sichelförmigen Mondesviertel“ herleiten. Der Straßenname existiert seit mindestens 1251 als Cremun, 1289 ist er in einer Urkunde als platea Crymon aufgeführt. 
Die Cremon-Insel umfasste etwa das Gebiet der heutigen Straßen Cremon, Katharinenstraße, Katharinenfleet, Steckelhörn und Bei den Mühren und wurde 1188 den ersten Siedlern in der damaligen Neustadt (nicht zu verwechseln mit dem heutigen Stadtteil Hamburg-Neustadt) als Weidegebiet außerhalb der Stadtmauern zugewiesen. Um die Häuser entstand ein Ringdeich; das Land wurde in schmale, tiefe Parzellen geteilt, auf denen sich das typische Althamburger Bürgerhaus entwickelte. Jedes Grundstück hatte Zugang zum Hauptabfluss der Alster in die Elbe, dem späteren Nikolaifleet. Hinter den Häusern entstand im Mittelalter das Katharinenfleet, das jedoch nach dem Zweiten Weltkrieg 1946 ebenso zugeschüttet wurde wie das Steckelhörnfleet, das die Cremoninsel von der Nachbarinsel Grimm trennte.
Der Cremon kam 1246 direkt an die Stadt Hamburg und bildete zusammen mit dem Grimm das Kirchspiel der neu gebauten Katharinenkirche. 
Im Jahr 1937 sollte der Cremon, der den Hamburger Brand von 1842 und knapp hundert Jahre Stadterneuerung überlebt hatte, als hanseatische Traditionsinsel erhalten werden. Erste Restaurierungsarbeiten begannen 1937, dem Luftangriff auf Hamburg 1943 fiel jedoch das gesamte Gebiet zum Opfer. Heute haben sich nur noch mit den Außendeichshäusern Cremon 33 bis 36 zwischen Straße und Fleet die letzten alten Hamburger Speicher aus dem 18. und frühen 19. Jahrhundert erhalten.
Vom Haus Cremon 28, einem ehemaligen Speichergebäude, befindet sich ein Tympanon als Architekturfragment an der Nordfassade des Museums für Hamburgische Geschichte. Auf dem Tympanon befindet sich der Kopf Merkurs, des römischen Götterboten und Gottes der Händler und Diebe, als Anspielung auf die wirtschaftliche Nutzung des ehemaligen Gebäudes. Der Speicher wurde 1789 von dem Architekten P. J. Wittgreff erbaut, der vermutlich auch das Tympanon schuf. 

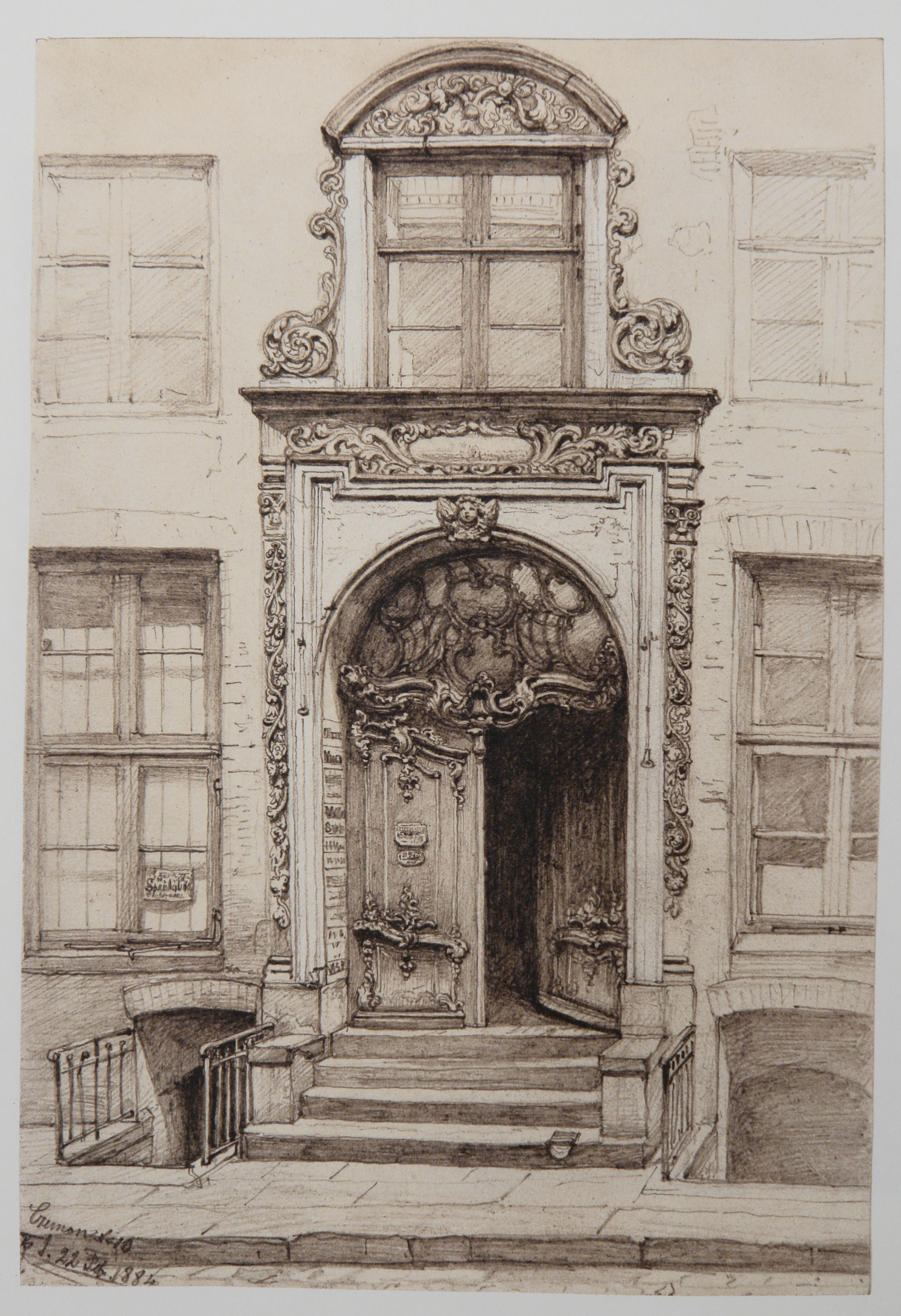
Johann Theobald Riefesell: Portal des Hauses Cremon 27 (zwischen 1882 und 1894)
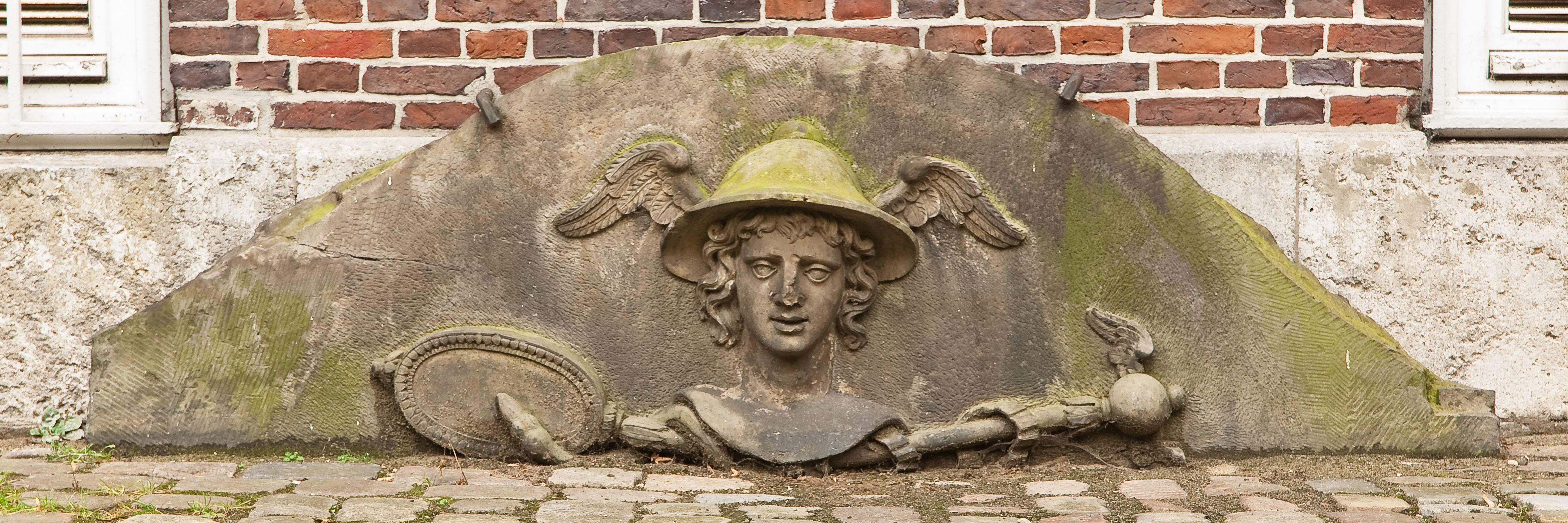
Tympanon mit Merkurkopf des Hauses Cremon 28.
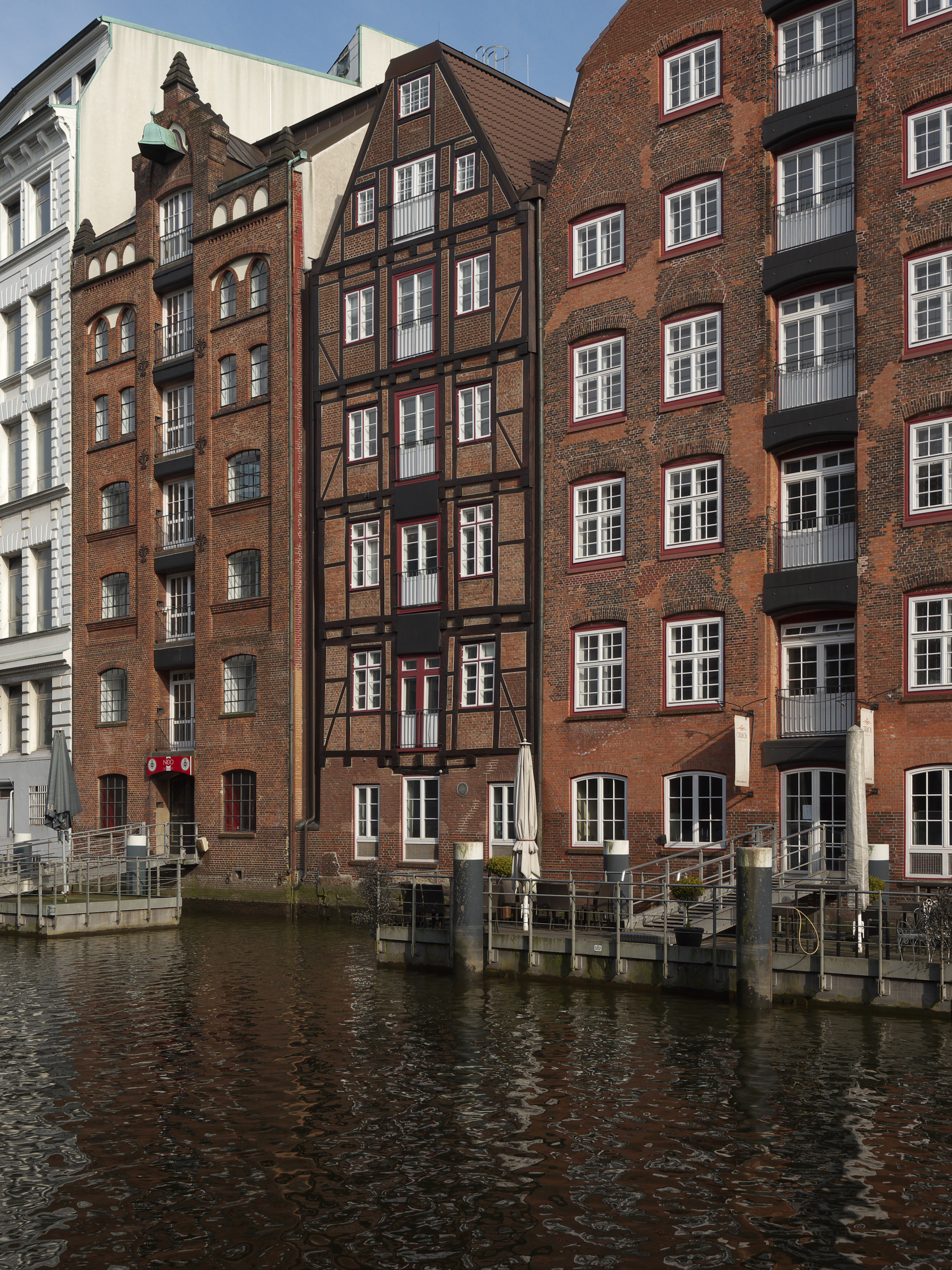
Fachwerkhaus Cremon 34 vom Nicolaifleet aus gesehen
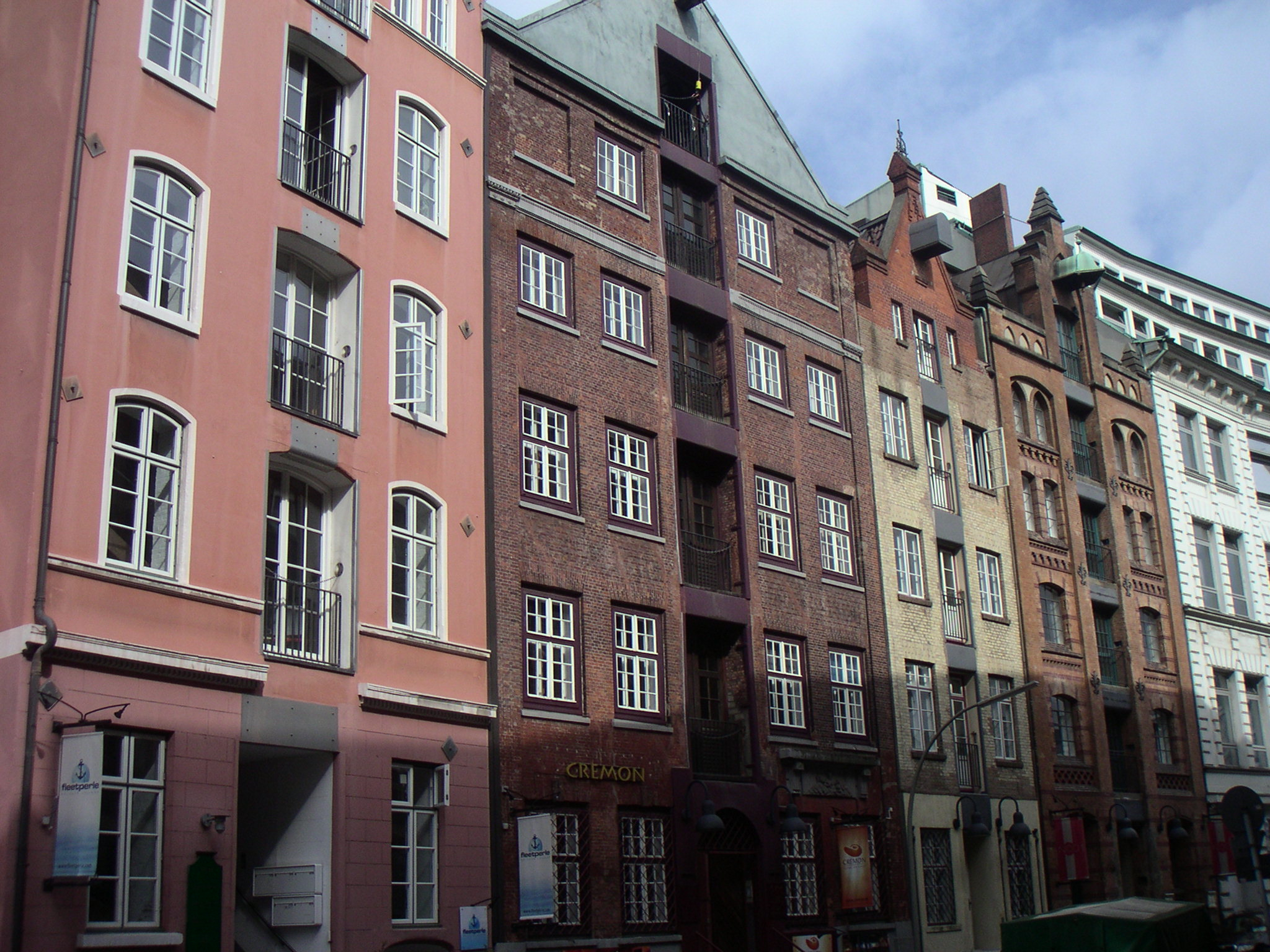
Historische Speicher Cremon 33–36.